# North Queensland Fury FC
North Queensland Fury FC var en proffsklubb i fotboll från Townsville i Australien. Klubben spelade i den australiensiska proffsligan A-League mellan 2009 och 2011. Den 1 mars 2011 upplöstes klubben på grund av ekonomiska problem.